# Die innere Sicherheit
Die innere Sicherheit è un film del 2000 diretto da Christian Petzold.